# 1865

## أحداث
- تأسيس مدينة روسون، تشوبوت وتقع حاليا في الأرجنتين.
- تأسيس مدينة الافوس وتقع حاليا في فنلندا.
- تأسيس مدينة ساهيوال وتقع حاليا في باكستان.
- تأسيس مدينة تاونسفيل وتقع حاليا في أستراليا.
- 9 يوليو: تأسيس مدينة لينكولن وتقع حاليا في الأرجنتين.
- 28 يوليو: تأسيس مدينة بويرتو مادرين وتقع حاليا في الأرجنتين.
- 19 ديسمبر: تأسيس مدينة آراكسا وتقع حاليا في البرازيل.
- نهاية حرب الأوروغواي في 20 فبراير 1865 والتي بدأت في 10 أغسطس 1864.
- وفاة الإمام فيصل بن تركي وتسليم السلطة لابنه عبد الله، وبدء الشجار بين الشقيقين عبد الله وسعود.
- تأسيس شركة نوكيا التي تقع في فنلندا

## مواليد
- كارلوس أمفينو، عالم أرجنتيني.
- آرثر هاردن
- أوتو بفلانتسل
- إدواردو دي كابوا
- إديث كافيل
- إريك لودندورف
- البشير صفر
- بيتر زيمن
- تشارلز جيتس دويز
- جواد البلاغي
- جورج الخامس ملك المملكة المتحدة
- جون راليج موت
- روديارد كبلنج
- روديارد كبلينغ
- ريشارد سيغموندي
- سابينو أرانا
- فرانك فينلي مريم
- فريدرك بوكل
- فيليب شايدمان
- كارلو يوهو ستولبيرغ
- كوساي أوتشيدا
- محمد رشيد رضا
- مصطفى الدنقزلي
- وارن هاردنج
- وليم بتلر ييتس
- يوهانس ثيل
- دوغلاس جيلفيلان، محامي وعالم نبات جنوب أفريقي.

## وفيات
- محمد البربير
- أبراهام إيمانويل فروليش
- أنطوان ويرتز
- إدوارد ايفرت
- إليزابيث غاسكل
- بالميرستون
- جورج فيلبس بوند
- ديفيد روبرتس
- روبرت شومان
- فيليب ألين
- ليوبولد الأول ملك بلجيكا
- هنريك لينز
- ويليام روان هاميلتون
- 15 أبريل - الرئيس الأمريكي السابق ابراهام لينكون.
- 23 أبريل - أمانز غريسلي، إحاثي وجيولوجي سويسري من مؤسسي علم وصف طبقات الأرض الحديث وعلم البيئة القديمة.
- الشاعر الكربلائي ابن كمونة.
- الأمام السعودي فيصل بن تركي.
- عبد الله أبا بطين.